# Omphalophana serrata
Omphalophana serrata là một loài bướm đêm thuộc họ Noctuidae. Nó được tìm thấy ở Maroc, Bồ Đào Nha, Tây Ban Nha, Sardinia, Ý và Sicilia.
Con trưởng thành bay vào tháng 3, tháng 5 và tháng 8.
Ấu trùng ăn các loài Scabiosa.